# Danuel House
Danuel Kennedy House Jr (ur. 7 czerwca 1993 w Houston) – amerykański koszykarz, występujący na pozycji rzucającego obrońcy, obecnie zawodnik Philadelphia 76ers.
1 marca 2017 został zwolniony przez Washington Wizards. W trakcie sezonu wystąpił w jednym spotkaniu Wizards, opuszczając 39 z powodu kontuzji prawego nadgarstka oraz 10 podczas okresu przypisania do zespołu D-League – Delaware 87ers.
8 grudnia 2017 podpisał umowę z zespołem Phoenix Suns na występy w NBA oraz zespole G-League – Northern Arizona Suns.
25 lipca 2018 dołączył do Golden State Warriors. 12 października został zwolniony. 26 listopada zawarł umowę do końca sezonu z Houston Rockets. 4 grudnia został zwolniony. 2 dni później podpisał kolejną umowę z Rockets na występy zarówno w NBA, jak i G-League. 18 grudnia 2021 został zwolniony. 23 grudnia 2021 zawarł 10-dniowy kontrakt z New York Knicks. 6 stycznia 2022 podpisał 10-dniową umowę z Utah Jazz. 18 stycznia 2022 zawarł kolejny, identyczny kontrakt z klubem Jazz. 28 stycznia 2022 przedłużył umowę z klubem na takich samych zasadach. 6 lipca 2022 został zawodnikiem Philadelphia 76ers.

## Osiągnięcia
Stan na 7 lutego 2023, na podstawie, o ile nie zaznaczono inaczej.
NCAA
- Uczestnik rozgrywek Sweet Sixteen turnieju NCAA (2016)
- Mistrz sezonu regularnego konferencji Southeastern (SEC – 2016)
- Najlepszy pierwszoroczny zawodnik konferencji USA (2013)
- Zaliczony do:
  - składu Honorable Mention All-American (2016)
  - I składu:
    - najlepszych pierwszorocznych zawodników:
      - NCAA – Kyle Macy Freshman All-America Team (2013)
      - C-USA (2013)

    - SEC (2015)
    - turnieju:
      - SEC (2016)
      - Battle 4 Atlantis (2016)

  - II składu SEC (2016)
  - Conference USA Commissioner’s Honor Roll (2013)
- Uczestnik meczu gwiazd NCAA – Reese’s College All-Star Game (2016)